# Démoni
A Démoni (eredeti cím: Demonic) 2021-ben bemutatott kanadai természetfeletti horrorfilm, melyet forgatókönyvírója és rendezője Neill Blomkamp. A film egyike azoknak a filmeknek, amelyeket 2021 márciusában mutattak be a 71. Berlini Nemzetközi Filmfesztiválon.
Kanadában 2021. augusztus 20-án mutatják be, míg Magyarországon két héttel hamarabb szinkronizálva, augusztus 5-én az ADS Service által. 

## Szereplők
| Szerep    | Színész              | Magyar hang     |
| --------- | -------------------- | --------------- |
| Carly     | Carly Pope           | Szávai Viktória |
| Daniel    | Terry Chen           | Láng Balázs     |
| Michael   | Michael J. Rogers    | Rába Roland     |
| Martin    | Chris William Martin | Tóth Roland     |
| Angela    | Nathalie Boltt       | Solecki Janka   |
| pénztáros | Andrea Agur          |                 |

## Gyártás
A filmet 2020 közepén, a COVID-19 világjárvány ideje alatt forgatták a kanadai Brit Columbiában.

## Megjelenés
A Démoni premierje a Berlini Nemzetközi Filmfesztiválon volt 2021 márciusában. Az IFC Midnight megvásárolta a film jogait az Amerikai Egyesült Államokban, és 2021. augusztus 20-án kerül a mozikba, Video on Demand platformon pedig egy héttel később, 2021. augusztus 27-én lesz látható.

## Fordítás
- Ez a szócikk részben vagy egészben  a   Demonic (2021 film) című angol Wikipédia-szócikk fordításán alapul.  Az eredeti cikk szerkesztőit annak laptörténete sorolja fel. Ez a jelzés csupán a megfogalmazás eredetét és a szerzői jogokat jelzi, nem szolgál a cikkben szereplő információk forrásmegjelöléseként.